# Аквилея
Аквилея (итал. Aquileia, фриул. Aquilee) — древний римский город в Италии, в верховьях Адриатики, в стране венетов. В классической древности, во 2 веке нашей эры, один из крупнейших городов мира с населением 100 000 человек.

## История
Основан римлянами в 183—181 гг. до н. э., приблизительно в 12 км от прибрежья Триестского залива, между реками Сонциус и Натисса, для удержания в повиновении венетов и как оплот против натиска кельтских, иллирийских и истрийских племён и Македонии. Эмилиева дорога, главный путь Северной Италии, была продолжена до Аквилеи, здесь был соединительный пункт дорог, ведущих в Паннонию, Норик, Истрию, Далмацию. В 7 году император Октавиан Август сделал Аквилею столицей Региона X Венетия и Истрия.
Местность, в которой основана Аквилея, описывается Марком Витрувием Поллионом в труде "10 книг об Архитектуре" так: "Если город будет основан на болотистом месте, то при условии, что эти болота будут у моря, а город обращен на север или на северо-восток, болота же расположены выше морского берега, можно счесть, что город основан разумно. Ибо путем проведенных канав вода отводится на берег, а море, загоняемое бурями на болота, благодаря сильному прибою волн и своим морским примесям, не допускает разводиться там болотным тварям, а те из них, которые из вышележащих мест подплывают к самому берегу, уничтожаются непривычной для них соленостью. Примером этого могут служить болота Галлии в окрестностях Альтина, Равенны, Аквилеи и других городов, лежащих в подобных, примыкающих к болотам, местностях, так как они по указанным причинам невероятно здоровы." (книга I, глава IV, п11)
Важный торговый пункт Аквилея имела не менее важное значение и в стратегическом отношении, как ключ Италии на востоке, и потому ввиду относительной доступности Юльских Альп была чрезвычайно хорошо укреплена, главным образом, усилиями Марка Аврелия. Стены этого города сдержали в 167 году натиск германцев в маркоманской войне, те же стены остановили в 238 году надвигавшееся с Дуная войско императора Максимина, убитого при осаде этого города.
Тогда как во времена римских цезарей многие города последовательно шли к упадку, Аквилея, напротив, всё более и более развивала своё благосостояние; император Диоклетиан построил здесь один из своих дворцов. В IV веке, когда под её стенами был убит Константин II, население Аквилеи исчислялось сотнями тысяч; она почиталась за четвёртый по значению город империи (по оценке Авзония, девятый). Конец её могуществу положил Аттила, после долгой осады разрушивший в 452 году этот город; его разорение довершили лангобарды в 568 году.
После варварских нашествий аквилейская гавань уступила всё своё значение гавани, лежащей на внешнем берегу лагуны в Градо. Часть населения Аквилеи переместилась в Градо, а часть бежала на запад, где основала Венецию. Но и в период экономического упадка на месте Аквилеи долго теплилась церковная жизнь, сосредоточенная вокруг огромной базилики IV века. От этого здания ныне можно видеть только часть баптистерия и чудесный мозаичный пол; весь остальной массив храма был возведён заново в 1031 году, а в 1379 году подвергся обновлению в готическом стиле.
С 554 по 1751 годы, на протяжении 1200 лет, Аквилея являлась центром аквилейского патриархата, в первый период своего существования мятежного по отношению к папе римскому. В Аквилее происходило несколько церковных соборов: в 381 году (против ариан), в 558, 698 и 1184 годы. Символ веры, принятый в Аквилейской церкви, некоторыми дополнительными формулами отличался от Никейского.

## Современная коммуна
Современная Аквилея — коммуна с населением 3503 жителя в итальянской провинции Удине (регион Фриули-Венеция-Джулия). Большая часть территории древнего города не застроена и ждёт археологических исследований, которые до сих пор проводились выборочно и случайно. С 1998 года археологическая зона Аквилеи со средневековой базиликой занесена в число объектов Всемирного наследия ЮНЕСКО.

## В искусстве
Разрушение Аквилеи Аттилой стало отправной точкой в сюжете оперы Дж. Верди «Аттила».